# Dysdera andamanae
Dysdera andamanae este o specie de păianjeni din genul Dysdera, familia Dysderidae, descrisă de Arnedo și Ribera, 1997.
Este endemică în Insulele Canare. Conform Catalogue of Life specia Dysdera andamanae nu are subspecii cunoscute.